# A filetta (formaggio)
La Filetta è un formaggio francese di pecora tipico della Corsica. Viene prodotto nella Corsica settentrionale.

## Etimologia
Il suo nome significa "felce" in corso, perché è servito di solito con una foglia di felce di cui sopra. In aggiunta, la felce è in Corsica un simbolo di identità locale.

## Caratteristiche[1]
- Peso circa 300 g per unità
- 30 grammi di grassi per 100 g di prodotto finito
- Da 4 a 6 settimane di maturazione